# Francisco de Assis Chateaubriand Bandeira de Melo
 (juin 2019).
Si vous disposez d'ouvrages ou d'articles de référence ou si vous connaissez des sites web de qualité traitant du thème abordé ici, merci de compléter l'article en donnant les références utiles à sa vérifiabilité et en les liant à la section « Notes et références ».
 (juin 2025).
Pour les articles homonymes, voir Assis Chateaubriand (homonymie).
Assis Chateaubriand, né le 4 octobre 1892 à Umbuzeiro et mort le 4 avril 1968 à São Paulo, était un journaliste brésilien membre de l'Académie brésilienne des lettres.

## Présentation
Le Dr. Francisco de Assis Chateaubriand Bandeira de Melo, autodidacte surnommé le roi du Brésil (O Chatô) est le prototype de la réussite du rêve sud-américain. Son empire de presse en fera un des hommes les plus influents et les plus fortunés d’Amérique latine. Il conservera tout au long de sa carrière ses entrées dans les cercles du pouvoir que la puissance de ses médias contribueront à soutenir ou à renverser. Critiqué autant qu’admiré, il s’accommodera des alternances politiques extrêmes du pays et soutiendra des projets culturels aussi ambitieux que le MASP (Musée d'Art de São Paulo, que la reine Élisabeth II vint inaugurer), ou le combat pour le respect du droit des indiens du Nord.
Le nom Chateaubriand lui vient de l’admiration que vouait son père au poète et penseur français François-René de Chateaubriand.